# Аньхойська кліка
Аньхойська кліка (спрощ.: 皖系军阀; кит. трад.: 皖系軍閥; піньїнь: Wǎn Xì Jūn Fá) — одна з клік (фракцій), на які розпалось угрупування бейянських мілітаристів після смерті Юань Шикая.
Мала значну перевагу в центральному уряді в Пекіні в 1916-1920 роках, ведучи боротьбу за вплив із Чжилійською та Фентянською кліками. Її лідери неодноразово очолювали уряд.
Аньхойська кліка дотримувалась жорсткої позиції щодо Руху на захист Конституції.

## Історія
Свою назву кліка отримала від назви провінції Аньхой, уродженцем якої був лідер кліки Дуань Ціжуй, там же народився могутній сановник Лі Хунчжан, який згуртував офіцерів після Тайпінського повстання. Кліка також мала підтримку з боку Японії. Військові сили кліки розташовувались у провінціях Хенань, Чахар, Чжилі, Шаньдун і в Зовнішній Монголії. Ті сили кліка використовувала для затвердження свого панування в Північному Китаї.
1918 року генерал Сюй Шучжен і політик Ван Ітан заснували клуб Аньфу — політичне відділення Аньхойської кліки. На виборах до новоствореного парламенту Китайської Республіки політики, які були членами клубу, здобули три чверті місць. Тоді президентом був призначений нейтральний Сюй Шічан, однак клуб Аньфу фактично керував країною, а представники Чжилійської кліки були усунуті від найвищих посад.
Сюй Шучжен очолив китайський десятитисячний корпус, який у липні 1919 року зайняв столицю богдо-ханської Монголії Ургу, та встановив там свою владу.
В липні 1920 року спалахнула чжилійсько-аньхойська війна, що завершилась нищівною поразкою Аньхойської кліки. На боці Чжилійської кліки виступав глава Фентянської кліки Чжан Цзолінь. Основна битва відбувалась 14-17 липня. Аньхойці виступали на два фронти. У Пейфу зумів прорвати західний фронт і розгромити його. Після поразки командувач східного фронту Сюй Шучжен утік, залишивши армію. За два дні Дуань Ціжуй подав у відставку, й 23 липня чжилійські війська ввійшли до Пекіна.
Аньхойська кліка припинила своє існування, а її клуб було розпущено. До 1924 року всі провінції, що їх контролювала Аньхойська кліка, перейшли до Чжилійської кліки, за винятком Шаньдуну. Частина генералів Аньхойської кліки невдовзі отримала амністію, й хоч окремі її представники продовжували брати участь у політичному житті Китаю, кліка більше не була організованою силою.
Лу Юнсян продовжував працювати на посаді військового губернатора провінції Чжецзян, поки не спалахнула цзянсу-чжецзянська війна 1924 року, й він утік, але потім знову отримував посади військових губернаторів інших провінцій.

## Лідери кліки

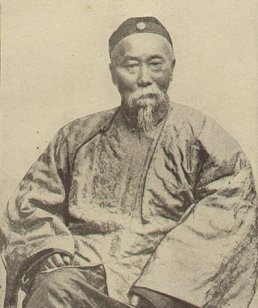
Лі Хунчжан
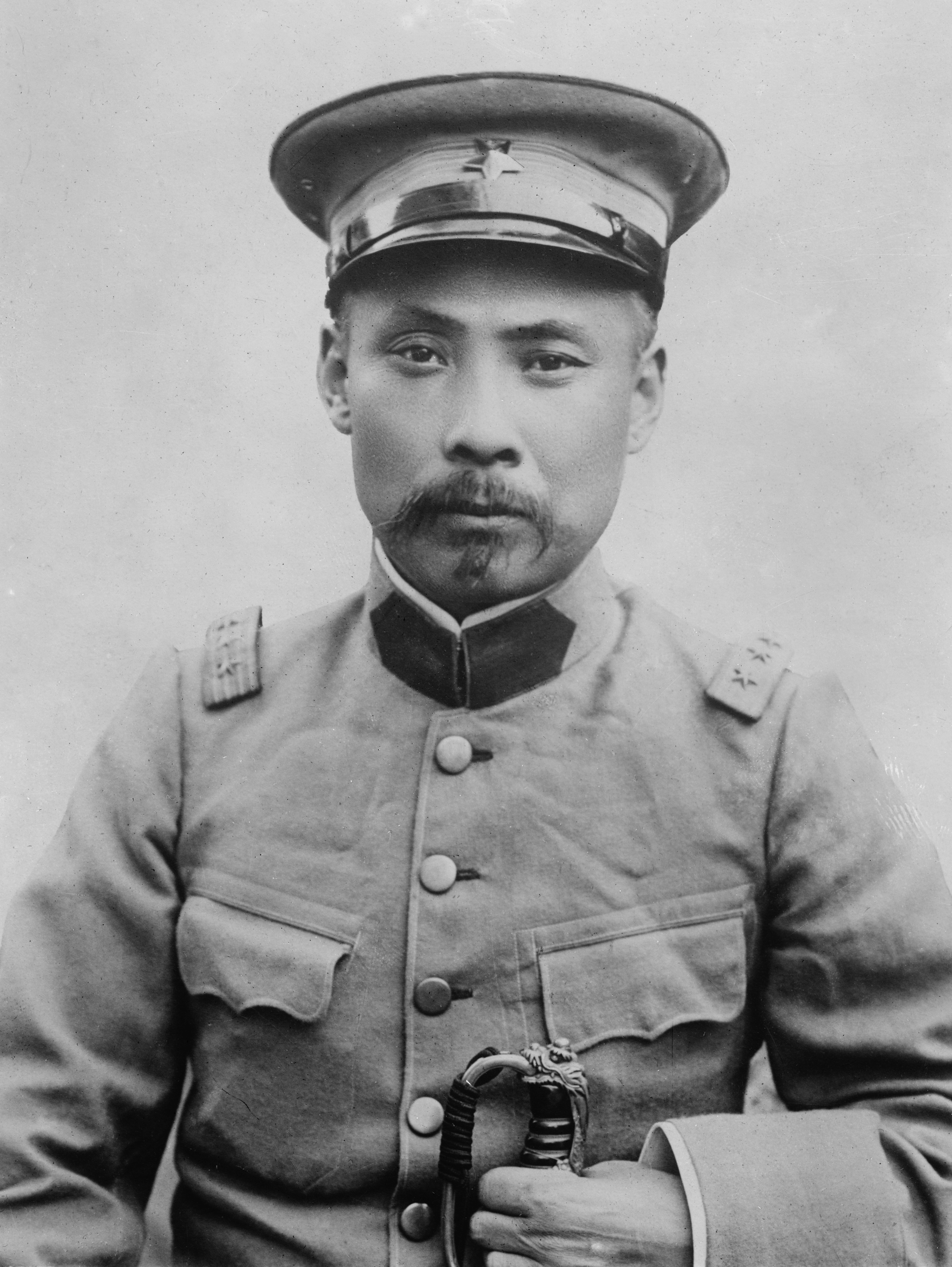
Дуань Ціжуй
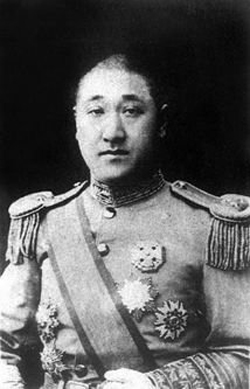
Сюй Шучжен
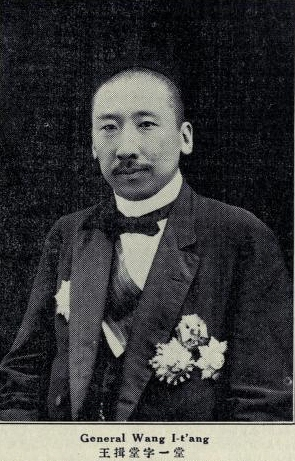
Ван Ітан
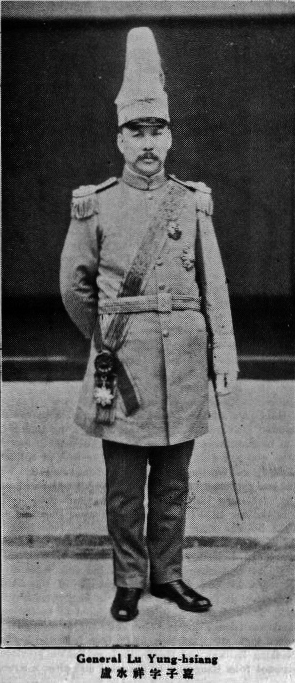
Лу Юнсян
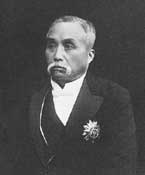
Сюй Шічан